# Kanadische Badmintonmeisterschaft 2002
Die Kanadische Badmintonmeisterschaft 2002 fand vom 2. bis zum 5. Mai 2002 in Sherbrooke statt.

## Medaillengewinner
| Disziplin    | Gold                              | Silber                      | Bronze                          |
| ------------ | --------------------------------- | --------------------------- | ------------------------------- |
| Herreneinzel | Bobby Milroy                      | Andrew Dabeka               | Stephan Wojcikiewicz            |
| Herreneinzel | Bobby Milroy                      | Andrew Dabeka               | Sam Smith                       |
| Dameneinzel  | Kara Solmundson                   | Denyse Julien               | Jody Patrick                    |
| Dameneinzel  | Kara Solmundson                   | Denyse Julien               | Anna Rice                       |
| Herrendoppel | Keith Chan William Milroy         | Bryan Moody Brent Olynyk    | Mike Beres Kyle Hunter          |
| Herrendoppel | Keith Chan William Milroy         | Bryan Moody Brent Olynyk    | Philippe Bourret Brian Prevoe   |
| Damendoppel  | Milaine Cloutier Robbyn Hermitage | Tammy Sun Denyse Julien     | Florence Lavoie Isabelle Lavoie |
| Damendoppel  | Milaine Cloutier Robbyn Hermitage | Tammy Sun Denyse Julien     | Charmaine Reid Jody Patrick     |
| Mixed        | Philippe Bourret Robbyn Hermitage | Keith Chan Milaine Cloutier | William Milroy Denyse Julien    |
| Mixed        | Philippe Bourret Robbyn Hermitage | Keith Chan Milaine Cloutier | Mike Beres Kara Solmundson      |